# 小金井警察署
小金井警察署（こがねいけいさつしょ）は警視庁が管轄する警察署の一つである。第八方面本部に属し、小金井市全域と国分寺市全域を管轄している。署員数およそ350名、署長の階級は警視である。識別章所属表示はUG。

## 所在地
東京都小金井市貫井南町三丁目21番3号
最寄駅：中央線・武蔵小金井駅

## 管轄区域
- 小金井市
- 国分寺市

## 沿革
- 1948年4月1日 - 小金井町警察署として創設。
- 1951年10月1日 - 隣の国分寺町警察署と共に自治体警察の廃止・統合して国家地方警察東京都小金井地区警察署になる。
- 1954年7月1日 - 警察法改正により警視庁小金井警察署となる。
- 1997年10月24日 - 現庁舎完成。

## 組織
- 警務課
- 交通課
- 警備課
- 地域課
- 刑事組織犯罪対策課
- 生活安全課

## 交番

### 小金井市
- 小金井駅前交番（小金井市本町六丁目14番40号）
- 小金井公園前交番（小金井市桜町三丁目1番3号）
- 新小金井交番（小金井市東町五丁目31番27号）
- 貫井北町交番（小金井市貫井北町三丁目24番24号）
- 貫井南町交番（小金井市貫井南町二丁目10番7号）
- 前原交番（小金井市前原町五丁目8番20号）
- 東小金井駅前交番（小金井市梶野町五丁目2番38号）[3]

### 国分寺市
- 恋ヶ窪駅前交番（国分寺市戸倉一丁目1番地4）
- 国分寺駅北口交番（国分寺市本町二丁目4番1号）
- 国分寺駅南口交番（国分寺市南町三丁目20番3号）
- 西町交番（国分寺市西町四丁目18番地1）
- 光町交番（国分寺市光町一丁目46番地1）
- 本多交番（国分寺市本多五丁目3番3号）

## 駐在所

### 国分寺市
- 西国分寺駅前交番（国分寺市泉町二丁目9番4号）
- 共益駐在所（国分寺市並木町二丁目33番地15）
- 戸倉駐在所（国分寺市戸倉三丁目47番地6）
- 元町駐在所（国分寺市東元町二丁目10番21号）[3]

## 地域安全センター
- 日吉町地域安全センター（国分寺市西恋ヶ窪三丁目28番地3）2007年4月1日に日吉町交番から転換[3]。